# McLaren MCL33
De McLaren MCL33 is een Formule 1-auto die gebruikt werd door het McLaren F1-team in het seizoen 2018.

## Onthulling
Op 23 februari 2018 presenteerde McLaren hun nieuwe auto door middel van het plaatsen van foto's en video's op het internet. De auto werd bestuurd door de Spanjaard Fernando Alonso, die zijn vierde seizoen met het team inging, en de Belg Stoffel Vandoorne die zijn tweede seizoen bij het team reed. 

## Motor
De MCL33 reed in 2018 met een motor van Renault, de Renault Sport R.E.18 V6 turbo. Dit is aangekondigd in halverwege het seizoen van 2017. Nadat McLaren drie jaar lang een moeilijke samenwerking met motorleverancier Honda aan was gegaan, is er een punt achter de samenwerking gezet. Het team van Scuderia Toro Rosso reed in 2018 met de motoren van Honda. 

## Wintertest opCircuit de Barcelona-Catalunya
Op 26 februari 2018 heeft de wintertest plaatsgevonden. Hierbij waren er nog enkele problemen aan de wagen, die met succes verholpen zijn. Als kers op de taart, zette Fernando Alonso de op een na snelste ronde neer tijdens het testen, en verbeterde het team met 4 seconden in tijd, vergeleken met de MCL32.

## De Grand Prix vanAustralië
Op 22 maart 2018 vonden de eerste vrije trainingen plaats op het circuit van Melbourne. In de vrije trainingen deed de MCL33 het erg goed, en er werd veel verwacht van McLaren. Tijdens de kwalificatie echter, eindigde Fernando Alonso op P11 en Stoffel Vandoorne op P12. Maar door een crash van Valtteri Bottas in Q3, startte Alonso op P10 en Vandoorne op P11.
In het begin van de race probeerde Alonso verscheidene malen Carlos Sainz in te halen. Uiteindelijk lukte dit door een stuurfout van Sainz. Na de  pitstops van het team van Haas, en vervolgens het uitvallen van beide auto's, werd er een Safety car in de race gebracht. Deze safety car zorgde dat Alonso tijdens zijn pitstop veel tijd kon winnen op de rest. Maar toen Alonso de pits verliet, werd hij ingehaald door Max Verstappen tijdens een gele vlag-situatie. Verstappen moest daarom de verkregen positie teruggeven op Alonso, die de rest van de race P5 zou staan, en tegen het team van Red Bull Racing zich zou moeten verdedigen. Uiteindelijk kwamen Alonso en Vandoorne met een respectabele P5 en P9 over de finish, wat voorlopig zorgt voor een vierde plek in het constructorskampioenschap.

## Resultaten
| Kleur  | Resultaat                              |
| ------ | -------------------------------------- |
| Goud   | Winnaar                                |
| Zilver | Tweede plaats                          |
| Brons  | Derde plaats                           |
| Groen  | Gefinisht (punten behaald)             |
| Blauw  | Gefinisht (geen punten behaald)        |
| Blauw  | Niet geklasseerd (NC)                  |
| Paars  | Uitgevallen (DNF)                      |
| Rood   | Niet gekwalificeerd (DNQ)              |
| Zwart  | Gediskwalificeerd (DSQ)                |
| Wit    | Niet gestart (DNS)                     |
| Blanco | Gewond (INJ)                           |
| Blanco | Uitgesloten (EX)                       |
| Blanco | Teruggetrokken (WD) / Niet deelgenomen |
| P      | Poleposition                           |
| S      | Snelste ronde                          |

| Jaar | Chassis       | Motor   | Banden | Coureurs          | 1   | 2   | 3   | 4   | 5   | 6   | 7   | 8   | 9   | 10  | 11  | 12  | 13  | 14  | 15  | 16  | 17  | 18  | 19  | 20  | 21  | Punten | WK-plaats |
| ---- | ------------- | ------- | ------ | ----------------- | --- | --- | --- | --- | --- | --- | --- | --- | --- | --- | --- | --- | --- | --- | --- | --- | --- | --- | --- | --- | --- | ------ | --------- |
| 2018 | McLaren MCL33 | Renault | P      |                   | AUS | BHR | CHN | AZE | SPA | MON | CAN | FRA | OOS | GBR | DUI | HON | BEL | ITA | SIN | RUS | JPN | VST | MEX | BRA | ABU | 62     | 6         |
| 2018 | McLaren MCL33 | Renault | P      | Fernando Alonso   | 5   | 7   | 7   | 7   | 8   | DNF | DNF | 16  | 8   | 8   | 16  | 8   | DNF | DNF | 7   | 14  | 14  | DNF | DNF | 17  | 11  | 62     | 6         |
| 2018 | McLaren MCL33 | Renault | P      | Stoffel Vandoorne | 9   | 8   | 13  | 9   | DNF | 14  | 16  | 12  | 15  | 11  | 13  | DNF | 15  | 12  | 12  | 16  | 15  | 11  | 8   | 15  | 14  | 62     | 6         |
| Jaar | Chassis       | Motor   | Banden | Coureurs          | 1   | 2   | 3   | 4   | 5   | 6   | 7   | 8   | 9   | 10  | 11  | 12  | 13  | 14  | 15  | 16  | 17  | 18  | 19  | 20  | 21  | Punten | WK-plaats |

Ferrari SF71H ·
Force India VJM11 ·
Haas VF-18 ·
McLaren MCL33 ·
Mercedes F1 W09 EQ Power+ ·
Red Bull Racing RB14 ·
Renault R.S.18 ·
Sauber C37 ·
Toro Rosso STR13 ·
Williams FW41